# Arkas Spor Kulübü 2013-2014 (pallavolo maschile)
Questa voce raccoglie le informazioni riguardanti l'Arkas Spor Kulübü nelle competizioni ufficiali della stagione 2013-2014.

## Organigramma societario
Area direttiva
- Presidente: Lucien Arkas

Area tecnica
- Allenatore: Glenn Hoag
- Allenatore in seconda: Fazıl Demirci
- Assistente allenatore: Tilen Kozamernik

## Rosa
| N° | Nome                | Ruolo | Data di nascita  | Nazionalità sportiva |
| -- | ------------------- | ----- | ---------------- | -------------------- |
| 1  | Mustafa Ramazanoğlu | P     | 5 maggio 1979    | Turchia              |
| 2  | John Perrin         | S     | 17 agosto 1989   | Canada               |
| 3  | Muhammet Kaya       | P     | 7 febbraio 1995  | Turchia              |
| 4  | Urpo Sivula         | O     | 15 marzo 1988    | Finlandia            |
| 5  | Hasan Yeşilbudak    | L     | 11 gennaio 1984  | Turchia              |
| 6  | Halil Yücel         | S     | 24 novembre 1989 | Turchia              |
| 7  | Matevž Kamnik       | C     | 24 novembre 1987 | Slovenia             |
| 8  | Gökhan Gökgöz       | S     | 6 gennaio 1993   | Turchia              |
| 9  | Hakkı Çapkınoğlu    | C     | 20 luglio 1990   | Turchia              |
| 10 | Mustafa Koç         | C     | 23 febbraio 1992 | Turchia              |
| 11 | Yiğit Gülmezoğlu    | P     | 28 dicembre 1995 | Turchia              |
| 12 | Gavin Schmitt       | O     | 27 gennaio 1986  | Canada               |
| 14 | Erhan Dünge         | C     | 4 gennaio 1980   | Turchia              |
| 15 | Caner Ergül         | L     | 31 luglio 1994   | Turchia              |
| 16 | Ufuk Minici         | O     | 20 gennaio 1991  | Turchia              |
| 17 | Tine Urnaut         | S     | 3 settembre 1988 | Slovenia             |
| 18 | Yiğit Onaylı        | S     | 30 maggio 1994   | Turchia              |

## Statistiche

### Statistiche di squadra
| Competizione     | Punti | In casa | In casa | In casa | In trasferta | In trasferta | In trasferta | Totale | Totale | Totale |
| Competizione     | Punti | G       | V       | P       | G            | V            | P            | G      | V      | P      |
| ---------------- | ----- | ------- | ------- | ------- | ------------ | ------------ | ------------ | ------ | ------ | ------ |
| Voleybol 1. Ligi | 49    | 13      | 9       | 4       | 13           | 9            | 4            | 26     | 18     | 8      |
| Coppa di Turchia | -     | 1       | 1       | 0       | 1            | 0            | 1            | 2      | 1      | 1      |
| Supercoppa turca | -     | -       | -       | -       | -            | -            | -            | 1      | 0      | 1      |
| Champions League | 2     | 3       | 0       | 3       | 3            | 0            | 3            | 6      | 0      | 6      |
| Totale           | -     | 17      | 10      | 7       | 17           | 9            | 8            | 35     | 19     | 16     |

G = partite giocate; V = partite vinte; P = partite perse

### Statistiche dei giocatori
| Giocatore      | Voleybol 1. Ligi | Voleybol 1. Ligi | Voleybol 1. Ligi | Voleybol 1. Ligi | Voleybol 1. Ligi | Coppa di Turchia | Coppa di Turchia | Coppa di Turchia | Coppa di Turchia | Coppa di Turchia | Champions League | Champions League | Champions League | Champions League | Champions League |
| Giocatore      | P                | PT               | AV               | MV               | BV               | P                | PT               | AV               | MV               | BV               | P                | PT               | AV               | MV               | BV               |
| -------------- | ---------------- | ---------------- | ---------------- | ---------------- | ---------------- | ---------------- | ---------------- | ---------------- | ---------------- | ---------------- | ---------------- | ---------------- | ---------------- | ---------------- | ---------------- |
| H. Çapkınoğlu  | 20               | 70               | 44               | 21               | 5                | 2                | 3                | 1                | 1                | 1                | 4                | 10               | 8                | 2                | 0                |
| E. Dünge       | 25               | 172              | 83               | 75               | 14               | 2                | 6                | 2                | 3                | 1                | 4                | 28               | 13               | 15               | 0                |
| C. Ergül       | 3                | 1                | 1                | 0                | 0                | -                | -                | -                | -                | -                | -                | -                | -                | -                | -                |
| G. Gökgöz      | 18               | 95               | 71               | 11               | 13               | 2                | 1                | 0                | 0                | 1                | 6                | 36               | 35               | 1                | 0                |
| Y. Gülmezoğlu  | 26               | 36               | 12               | 19               | 5                | 2                | 2                | 0                | 2                | 0                | 6                | 6                | 3                | 2                | 1                |
| M. Kamnik      | 6                | 43               | 23               | 18               | 2                | -                | -                | -                | -                | -                | 6                | 38               | 25               | 11               | 2                |
| M. Kaya        | 3                | 1                | 1                | 0                | 0                | 0                | 0                | 0                | 0                | 0                | -                | -                | -                | -                | -                |
| M. Koç         | 17               | 119              | 70               | 46               | 3                | 2                | 14               | 12               | 2                | 0                | 5                | 14               | 10               | 4                | 0                |
| U. Minici      | 1                | 1                | 1                | 0                | 0                | -                | -                | -                | -                | -                | -                | -                | -                | -                | -                |
| Y. Onaylı      | 0                | 0                | 0                | 0                | 0                | 0                | 0                | 0                | 0                | 0                | -                | -                | -                | -                | -                |
| J. Perrin      | 24               | 287              | 242              | 31               | 14               | 2                | 30               | 26               | 2                | 2                | 6                | 94               | 79               | 12               | 3                |
| M. Ramazanoğlu | 17               | 15               | 4                | 8                | 3                | 2                | 2                | 1                | 0                | 1                | 5                | 0                | 0                | 0                | 0                |
| G. Schmitt     | 13               | 223              | 184              | 26               | 13               | 2                | 42               | 36               | 4                | 2                | 0                | 0                | 0                | 0                | 0                |
| U. Sivula      | 13               | 183              | 162              | 10               | 11               | -                | -                | -                | -                | -                | 4                | 38               | 35               | 3                | 0                |
| T. Urnaut      | 2                | 246              | 214              | 18               | 14               | 2                | 30               | 23               | 4                | 3                | 6                | 64               | 54               | 4                | 6                |
| H. Yeşilbudak  | 26               | 0                | 0                | 0                | 0                | 2                | 0                | 0                | 0                | 0                | 6                | 0                | 0                | 0                | 0                |
| H. Yücel       | 12               | 19               | 17               | 1                | 1                | 2                | 0                | 0                | 0                | 0                | 0                | 0                | 0                | 0                | 0                |

P = presenze; PT = punti totali; AV = attacchi vincenti; MV = muri vincenti; BV = battute vincenti

NB: Non sono disponibili i dati relativi alla Supercoppa turca e di conseguenza i dati totali